# Hesburger
Hesburger es una cadena de restaurantes de comida rápida especializada en hamburguesas. Con sede en Turku (Finlandia), fue fundada en 1980 por Heikki «Hese» Salmela. Actualmente cuenta con más de 400 restaurantes en nueve países europeos (Alemania, Bulgaria, Estonia, Finlandia, Letonia, Lituania, Polonia, Rumania y Ucrania) y es la mayor hamburguesería de Finlandia.

## Historia

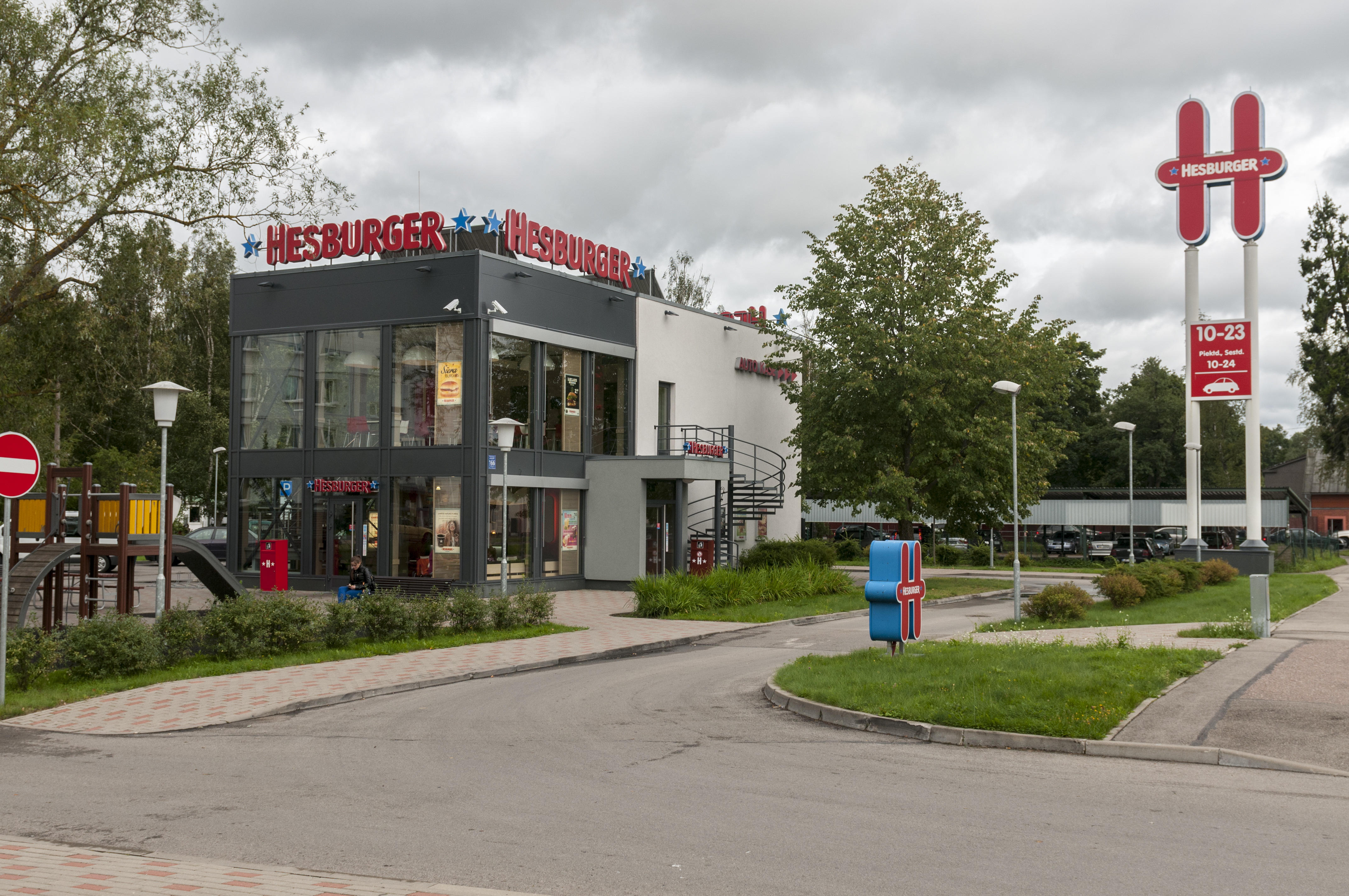
Hesburger en Riga (Letonia).

La cadena Hesburger fue fundada en 1980 por Heikki «Hese» Salmela y su esposa Kirsti en un centro comercial de Turku. Ambos ya habían gestionado un puesto callejero de comida en Naantali desde hace diez años. La empresa estaba considerada uno de los primeros negocios de comida rápida en Finlandia.
Tras expandirse a las principales ciudades finesas, en 1988 Salmela vendió Hesburger por 200 millones de marcos (aproximadamente 34 millones de euros). Sin embargo, los nuevos dueños no pudieron sacarla adelante y el fundador la compró de nuevo en 1991, en plena recesión económica, por solo 25 millones de marcos.
A comienzos de los años 1990, Hesburger amplió su presencia en Finlandia a través de franquicias, alcanzando los 150 establecimientos con la entrada del siglo XXI, e inició su expansión internacional por los países Bálticos. Al mismo tiempo, en 2002 absorbió a su competidor Carrols para consolidarse como la mayor hamburguesería de Finlandia.